# Hugo Prinz zu Hohenlohe-Oehringen

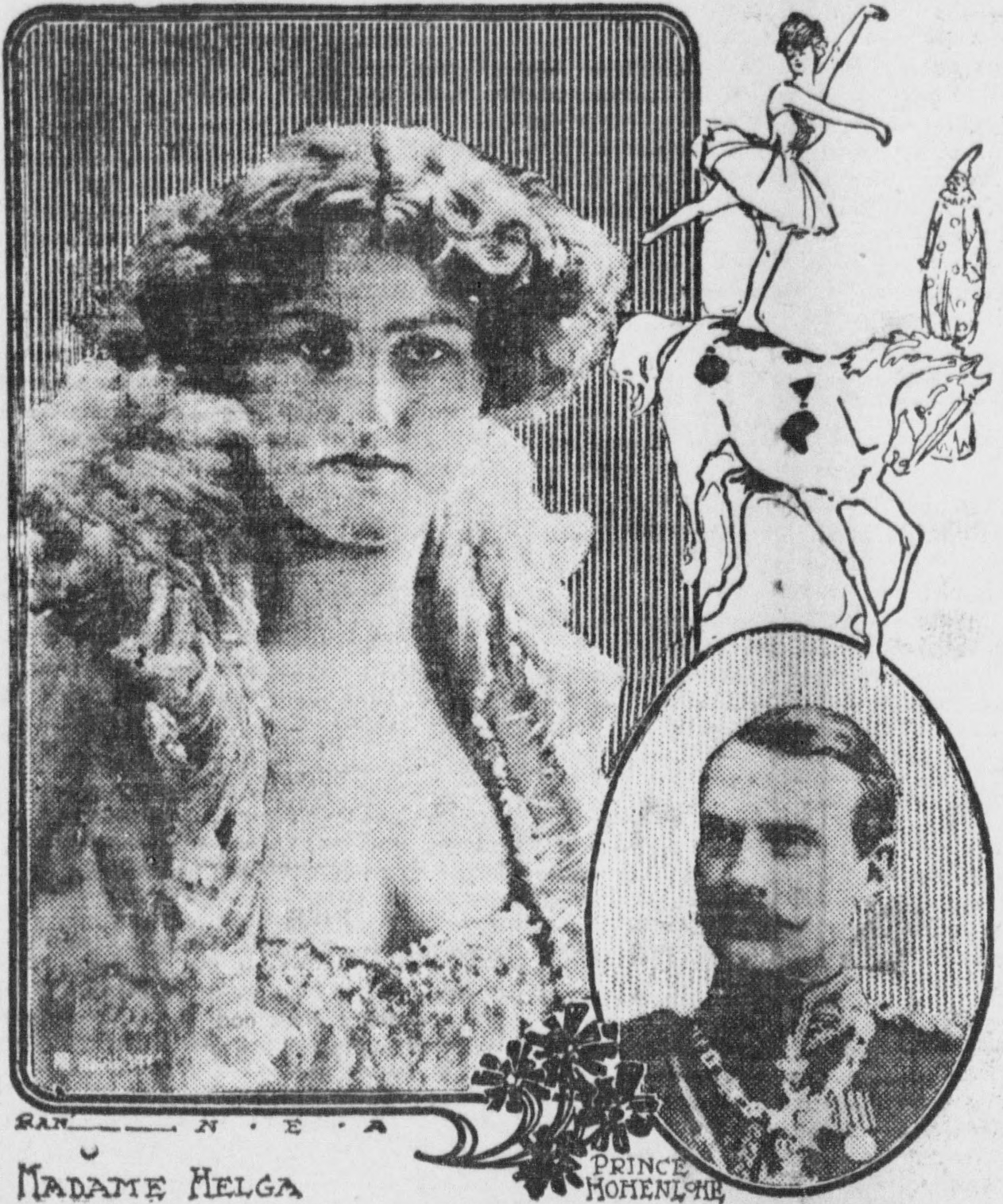
Madame Helga und Prinz Hugo (1904)

Hugo Friedrich Prinz zu Hohenlohe-Oehringen, später Graf von Hermersberg (* 26. September 1864 in Slawentzitz, Landkreis Cosel, Provinz Schlesien; † 31. Oktober 1928 in Berlin-Lichterfelde) war ein deutscher Verwaltungsjurist und Finanzinvestor.

## Leben

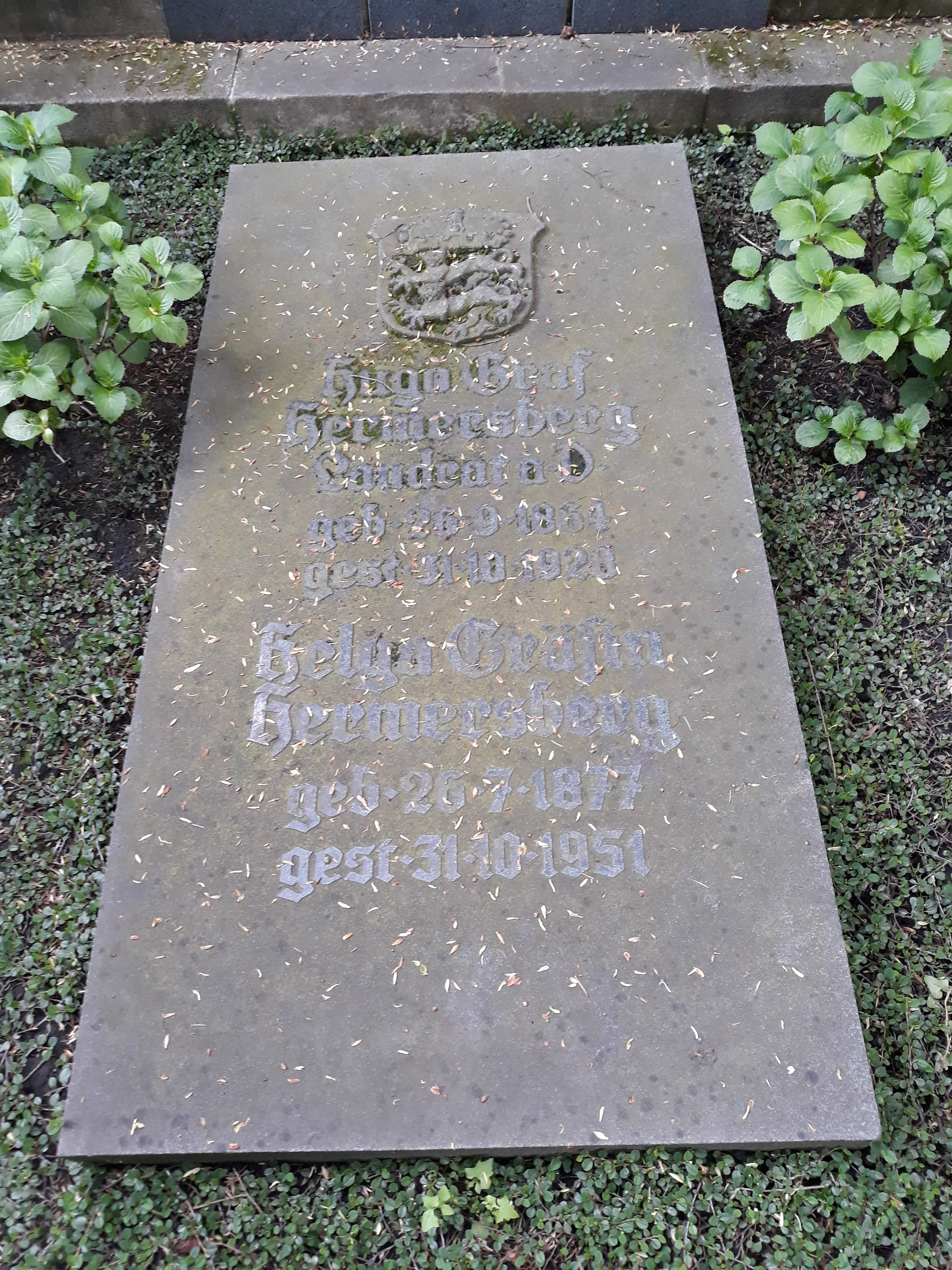
Grab der Hermersbergs

Seine Eltern waren der General, Politiker und Montanindustrielle Hugo Fürst zu Hohenlohe-Öhringen und die Fürstin Pauline geb. Prinzessin zu Fürstenberg. Nach dem Besuch der Ritterakademie Liegnitz, zuletzt als Primus Omnium dort, studierte er an der Ruprecht-Karls-Universität Heidelberg, der Rheinischen Friedrich-Wilhelms-Universität Bonn und der Georg-August-Universität Göttingen Rechts- und Kameralwissenschaften. 1885 wurde er Mitglied des Corps Saxo-Borussia Heidelberg und des Corps Borussia Bonn. Er wurde zum Dr. iur. promoviert. Von 1895 bis 1901 war er Landrat des Kreises Rosenberg O.S. Anschließend ging er als Volontär für zwei Jahre zu German-American Banking in den Vereinigten Staaten. 1904 heiratete er die Zirkusreiterin Helga Hager verw. von Freysleben (1877–1951), Enkeltochter des Zirkusgründers Ernst Renz. Er musste daraufhin auf seinen Prinzentitel verzichten und änderte seinen Namen in Graf von Hermersberg. Hohenlohe betätigte sich als Investor in verschiedenste Handels- und Industrieunternehmen. Er saß u. a. im Aufsichtsrat der Palästina-Bank und der Hohenlohe-Werke AG. Im Frühjahr 1913 machte er Bankrott. Einer Schuldenlast von ca. 4,7 Mio. Mark stand praktisch kein Vermögen mehr gegenüber. Er war Oberleutnant à la suite der Armee. Seine erst 1951 gestorbene Frau wurde in seinem Grab auf dem Friedhof Wilmersdorf beigesetzt.